# باكا (جنس)
الباكا أو الباكة أو كلوجنيس (الاسم العلمي Paca)، جنس حيوانات لبونة قاضمة من فصيلة الشردفيات. أنواعه المعروفة قليلة تتميز بأجسامها الضخمة الثقيلة. طولها نحو 60 سم. وارتفاعها 33 سم. رؤوسها غليظة. عيونها كبيرة. أذانها صغيرة. أذنابها جداع. قوائمها قصيرة. أصابعها خماسية. أظافرها قوية حادة. موطنها يمتد من المكسيك إلى البراغواي. تسرح في الليل. قوتها الأعشاب والجذور والشمام والبطيخ وقصب السكر... اجحرتها رداء فسيحة الأرجاء تحفرها على عمق 150 سم. مدخلها ومخرجها نفق واحد طوله من 6 غلى 6 أمتار. إناثها تضع جروًا واحدًا في السنة ترضعه وتربيه نحو أربعة أشهر.